# Броди Смит
Броди Смит (на английски: Brodie Smith) e американски играч по ултимейт. Два пъти е шампион на страната си. Сегашния му отбор е Индианаполис Алейкет (на английски: Indianapolis AlleyCats). 
Известен е най-вече с публикуваните от него клипчета с трикови изпълнения в Youtube, като към май 2015 г. има над 120 милиона преглеждания.